# シークレット・ウォー
『シークレット・ウォー』（Secret War）は、マーベルコミックスが出版した全5号のコミックのリミテッド・シリーズである。シリーズはブライアン・マイケル・ベンディスが脚本、ガブリエレ・デルオットーが作画を務めた。
ストーリーはスパイダーマン、キャプテン・アメリカ、ウルヴァリン、デアデビル、ルーク・ケイジ、ニック・フューリーといったスーパーヒーローたちが、何者かによって支援され、ハイテク兵器を使用するスーパーヴィランたちと戦う大規模なクロスオーバーである。
第1号は2004年4月に出版され、その後隔月刊となる予定であったが執筆が遅れ、最終第5号が発売されたのは21ヶ月後の2005年12月となった。
1980年代半ばにマーベルが出版したリミテッド・シリーズ『シークレット・ウォーズ』及び『シークレット・ウォーズII』とは無関係である。

## あらすじ
2003年、国際治安維持組織S.H.I.E.L.D.長官のニック・フューリーはラトベリアの首相のルシア・フォン・バーダスがB級のスーパーヴィランたちへ資金援助し、同国前首相のドクター・ドゥーム（当時は不在）のものと思われる先進技術を利用してアメリカ合衆国にテロ攻撃を仕掛けようとしている陰謀を暴露する。フューリーは合衆国大統領に逮捕を提案するが、合衆国政府の支援で立ち上げられたラトベリア政府を倒す許可は認められなかった。フューリーは再び災いを起こしかねない9.11事件以前の安全意識であるとみなし、激怒した。
フューリーはキャプテン・アメリカ、スパイダーマン、デアデビル、ブラック・ウィドウ、ルーク・ケイジ、ウルヴァリン、S.H.I.E.L.D.のスーパーエージェントのデイジー・ジョンソンを独断で招集し、ラトベリアでフォン・バーダス暗殺を謀った。
それから1年後、大規模な報復攻撃がニューヨークを襲い、ルーク・ケイジは昏睡状態となり、フューリーとニューヨークのヒーローたちはサイボーグ化したフォン・バーダスとそのハイテク軍団と戦った。フォン・バーダスがスーパーヴィランたちの装甲と連動するハイテク爆弾を起動させて彼らもろとも自爆を測った際際、この報復がニューヨークのスーパーヒーローを陥れるためのものであったことが判明する。
サイボーグのフォン・バーダスはデイジー・ジョンソンにより逮捕され、爆弾は解除され、スーパーヴィラン軍は逮捕される。キャプテン・アメリカは何が起こったかをニック・フューリーに問い詰める。彼らはその後すぐにX-メンと合流し、ウルヴァリンがフューリーを攻撃するが、ジョンソンによってそれはライフ・モデル・デコイ（L.M.D.）であり、本物のフューリーは既に去っていることを知らされる。L.M.D.を通じてフューリーはラトベリア攻撃に参加したヒーローたち（S.H.I.E.L.D.エージェントであるブラック・ウィドウとデイジー・ジョンソンを除く）の記憶を事件終了後に消していたことを明かす。フューリーはあの作戦の正当さをいずれ知ることになるとヒーローたちに告げ、自分の姿を見ることは二度とないだろうと言い残した。
事件終了後、新たにS.H.I.E.L.D.長官に就任したマリア・ヒルがジョンソンにフューリーの居場所を尋問する。知らないと答えたジョンソンは尋問室を出た後、通信機で新たな指令を受ける。

## 登場キャラクター

### ヒーロー
- S.H.I.E.L.D.
  - ニック・フューリー
  - ニック・フュリーのL.M.D.
  - ブラック・ウィドウ
  - デイジー・ジョンソン
- キャプテン・アメリカ
- ホークアイ
- スパイダーマン
- デアデビル
- ルーク・ケイジ（英語版）
- X-メン
  - ビースト
  - サイクロプス（英語版）
  - エマ・フロスト（英語版）
  - シャドウキャット
  - ウルヴァリン
- ファンタスティック・フォー
  - ミスター・ファンタスティック
  - インビジブルウーマン（英語版）
  - ヒューマン・トーチ
  - シング（英語版）

### スーパーヴィラン
- ルシア・フォン・バーダス（英語版）
- ブーメラン（英語版）
- コンストリクター（英語版）
- 9代目クリムゾン・ダイナモ（英語版）
- クロスファイア（英語版）
- 3代目ダイアモンドバック（英語版）
- 2代目イール（英語版）
- ゴールドバグ（英語版）
- グリムリーパー（英語版）
- 5代目ホブゴブリン
- ジャックランタン（英語版）
- キラー・シュライク（英語版）
- キングコブラ（英語版）
- レディ・オクトパス
- メンタロ（英語版）
- 4代目ミスター・フィアー（英語版）
- スコーチャー（英語版）
- 初代スコーピオン
- ショッカー
- 19代目スパイダースレイヤー（英語版）
- ティンカラー
- トラップスター（英語版）
- ウィザード（英語版）

## コレクテッド・エディション
| タイトル   | 収録内容                                                 | ISBN               |
| ---------- | -------------------------------------------------------- | ------------------ |
| Secret War | Secret War #1-5, Secret War: From the Files of Nick Fury | ISBN 0-7851-1331-2 |

## 他のメディア

### ゲーム
- 『Marvel: Ultimate Alliance 2』は『シークレット・ウォーズ』を描いたイベントから物語が始まる。それはドゥーム上の攻撃によってルシア・フォン・バーダスが敗北し、ストーリーはそこからシビル・ウォーへと続く。ウルヴァリン、ルーク・ケイジ、デアデビルにはオルタナティブコスチュームとしてシークレット・ウォー版のコスチュームが用意されている。
- 『Spider-Man: Shattered Dimensions』ではスパイダーマンのオルタナティブコスチュームにシークレット・ウォーのものが存在する。